# 가군의 근기
환론에서, 가군의 근기(根基, 영어: radical 래디컬[*])는 모든 극대 부분 가군에 포함되는 가장 큰 부분 가군이다. 반대로, 가군의 주각(柱脚, 영어: socle 소클[*])은 모든 극소 부분 가군을 포함하는 가장 작은 부분 가군이다.
환을 스스로 위의 가군으로 여겼을 때의 근기를 제이컵슨 근기(Jacobson根基, 영어: Jacobson radical)라고 한다. 이는 대략 단순 가군으로서 관찰할 수 없을 정도로 "나쁜" 원소들로 구성된 아이디얼이다.

## 정의
환 {\displaystyle R} 위의 왼쪽 가군 {\displaystyle _{R}M}이 주어졌다고 하자. {\displaystyle M}의 진부분 가군 가운데 극대 원소를 극대 부분 가군이라고 하자. (즉, 극대 부분 가군 {\displaystyle _{R}N\subsetneq {}_{R}M}은 {\displaystyle _{R}(M/N)}이 단순 가군이 되는 것이다.) 마찬가지로, {\displaystyle M}의, 영가군이 아닌 부분 가군 가운데 극소 원소(즉, 부분 가군 가운데 단순 가군인 것)를 극소 부분 가군(영어: minimal submodule)이라고 하자.
환 {\displaystyle R} 위의  왼쪽 가군 {\displaystyle _{R}M}이 주어졌을 때, 그 특별한 부분 가군인 근기(根基, 영어: radical) {\displaystyle \operatorname {rad} M}와 주각(柱脚, 영어: socle) {\displaystyle \operatorname {soc} M}을 정의할 수 있으며, 이 둘은 서로 쌍대 개념이다.
왼쪽 가군 {\displaystyle M}의 모든 극대 부분 가군들의 교집합은  {\displaystyle M}의 잉여적 부분 가군들의 합과 일치하며, 이를 {\displaystyle M}의 근기 {\displaystyle \operatorname {rad} M\subseteq M}라고 한다. (만약 극대 부분 가군이 존재하지 않는다면 이는 {\displaystyle M}과 같다.) 왼쪽 가군 {\displaystyle M}의 모든 극소 부분 가군들의 합은 {\displaystyle M}의 본질적 부분 가군들의 교집합과 일치하며, 이를 {\displaystyle M}의  주각 {\displaystyle \operatorname {soc} M\subseteq M}이라고 한다. (만약 극소 부분 가군이 존재하지 않는다면 이는 영가군이다.) 오른쪽 가군의 근기 및 주각 역시 마찬가지로 정의된다.

### 환의 근기와 주각
환 {\displaystyle R}를 스스로 위의 왼쪽 가군 {\displaystyle _{R}R} 또는 오른쪽 가군 {\displaystyle R_{R}}으로 생각할 수 있다. 이 경우, {\displaystyle _{R}R}와 {\displaystyle R_{R}}의 근기 및 주각을 생각할 수 있다.
{\displaystyle _{R}R}와 {\displaystyle R_{R}}의 근기는 {\displaystyle R}의 동일한 부분 집합을 정의한다.
{\displaystyle \operatorname {rad} (_{R}R)=\operatorname {rad} (R_{R})\subseteq R}
이는 (왼쪽 아이디얼이자 오른쪽 아이디얼이므로) 양쪽 아이디얼을 이루며, {\displaystyle R}의 제이컵슨 근기(영어: Jacobson radical)라고 한다.
근기의 경우와 달리, 일반적으로 {\displaystyle \operatorname {soc} (_{R}R)}(=모든 단순 왼쪽 아이디얼의 합)과 {\displaystyle \operatorname {soc} (R_{R})}(=모든 단순 오른쪽 아이디얼의 합)은 일반적으로 서로 다르며, 이를 {\displaystyle R}의 왼쪽 주각(영어: left socle) 및 오른쪽 주각(영어: right socle)이라고 한다.

## 성질
임의의 {\displaystyle R}-가군 준동형 {\displaystyle f\colon {}_{R}M\to {}_{R}N}에 대하여, 다음이 성립한다.
{\displaystyle f(\operatorname {rad} M)\subseteq \operatorname {rad} N}
{\displaystyle f(\operatorname {soc} M)\subseteq \operatorname {soc} N}
모든 유한 생성 가군은 (초른 보조정리에 따라) 적어도 하나 이상의 극대 부분 가군을 가지므로, 영가군이 아닌 가군 {\displaystyle _{R}M}의 경우 {\displaystyle M\neq \operatorname {rad} (_{R}M)}이다.
가군의 (유한 또는 무한) 직합
{\displaystyle M=\bigoplus _{i\in I}M_{i}}
에 대하여, 다음이 성립한다.
{\displaystyle \operatorname {soc} M\cong \bigoplus _{i\in I}\operatorname {soc} M_{i}}
{\displaystyle \operatorname {rad} M\cong \bigoplus _{i\in I}\operatorname {rad} M_{i}}
모든 왼쪽 가군 {\displaystyle _{R}M}에 대하여, 다음이 성립한다.
{\displaystyle \operatorname {rad} \left(_{M}R/\operatorname {rad} (_{R}M)\right)=0}
{\displaystyle \operatorname {soc} \left(\operatorname {soc} (_{R}M)\right)=\operatorname {soc} (_{R}M)}

### 환·가군 성질의 필요충분조건
왼쪽 가군 {\displaystyle _{R}M}에 대하여 다음 두 조건이 서로 동치이다.
- 반단순 가군이다.
- {\displaystyle \operatorname {soc} (_{R}M)=M}이다.

환 {\displaystyle R}에 대하여 다음 조건들이 서로 동치이다.
- 반단순환이다.
- {\displaystyle \operatorname {soc} (_{R}R)=R}이다.
- {\displaystyle \operatorname {soc} (R_{R})=R}이다.
- 모든 왼쪽 가군 {\displaystyle _{R}M}에 대하여 {\displaystyle \operatorname {soc} (_{R}M)=M}이다.
- 모든 오른쪽 가군 {\displaystyle M_{R}}에 대하여 {\displaystyle \operatorname {soc} (M_{R})=M}이다.

환 {\displaystyle R}에 대하여 다음 두 조건이 서로 동치이다.
- 반원시환이다.
- {\displaystyle \operatorname {rad} R=0}이다.

### 아이디얼성
제이컵슨 근기는 양쪽 아이디얼이다. 모든 환은 (초른 보조정리에 따라) 적어도 하나 이상의 극대 아이디얼을 가지므로, 자명환이 아닌 환 {\displaystyle R}의 경우 {\displaystyle R\neq \operatorname {rad} (R)}이다.
환 {\displaystyle R}의 왼쪽 주각 및 오른쪽 주각은 둘 다 양쪽 아이디얼이다.

### 나카야마 보조정리
환 {\displaystyle R} 위의 왼쪽 가군 {\displaystyle _{R}M}이 주어졌다고 하자. {\displaystyle \operatorname {rad} R}는 아이디얼이므로,
{\displaystyle (\operatorname {rad} R)M=\left\{r_{1}m_{1}+r_{2}m_{2}+\cdots +r_{k}m_{k}\colon k\in \mathbb {N} ,\;r_{1},\dots ,r_{k}\in \operatorname {rad} R,\;m_{1},\dots ,m_{k}\in M\right\}\subseteq M}
는 {\displaystyle _{R}M}의 부분 가군을 이룬다. 나카야마 보조정리(영어: Nakayama lemma)에 따르면, 다음 세 명제 가운데 적어도 하나가 성립한다.
- {\displaystyle M}은  유한 생성 왼쪽 가군이 아니다.
- {\displaystyle (\operatorname {rad} R)M\subsetneq M}이다.
- {\displaystyle M=0}이다.

### 제이컵슨 근기의 원소의 성질
환 {\displaystyle R}의 원소 {\displaystyle r\in R}에 대하여 다음 조건들이 서로 동치이다.
- {\displaystyle r\in \operatorname {rad} R}이다.
- 임의의 왼쪽 단순 가군 {\displaystyle M}에 대하여, {\displaystyle rM=\{0\}}이다.
- 임의의 오른쪽 단순 가군 {\displaystyle M}에 대하여, {\displaystyle Mr=\{0\}}이다.
- 모든 왼쪽 극대 아이디얼 {\displaystyle {\mathfrak {m}}}에 대하여, {\displaystyle r\in {\mathfrak {m}}}
- 모든 오른쪽 극대 아이디얼 {\displaystyle {\mathfrak {m}}}에 대하여, {\displaystyle r\in {\mathfrak {m}}}
- 모든 {\displaystyle s\in R}에 대하여, {\displaystyle 1-rs}는 가역원이다.
- 모든 {\displaystyle s\in R}에 대하여, {\displaystyle 1-sr}는 가역원이다.
- 모든 {\displaystyle s,s'\in R}에 대하여, {\displaystyle 1-srs'}는 가역원이다.

즉, 제이컵슨 근기는 모든 (왼쪽 또는 오른쪽) 극대 아이디얼들의 교집합이자 모든 (왼쪽 또는 오른쪽) 단순 가군들의 소멸자들의 교집합이다. (이는 가환환의 영근기가 모든 소 아이디얼들의 교집합인 것과 유사하다.)
가환환 {\displaystyle R}의 제이컵슨 근기는 영근기를 부분 아이디얼로 갖는다.
{\displaystyle {\sqrt {(0)}}\subseteq \operatorname {rad} R}
만약 가환환 {\displaystyle R}가 정수환 위의 유한 생성 단위 결합 대수이거나, 아니면 체 위의 유한 생성 단위 결합 대수라면, 제이컵슨 근기는 영근기와 같다.

## 예

### 환의 근기와 주각
체 {\displaystyle K}는 영 아이디얼와 전체 아이디얼 밖의 아이디얼을 갖지 않는다. 따라서 체의 근기는 영 아이디얼이며, 체의 주각은 전체 아이디얼이다.
{\displaystyle \operatorname {rad} K=0}
{\displaystyle \operatorname {soc} K=K}
보다 일반적으로, 모든 원시환의 근기는 영 아이디얼이다. 정수환 {\displaystyle \mathbb {Z} }의 근기는 영 아이디얼이다.
국소환 {\displaystyle (R,{\mathfrak {m}})}의 근기는 (극대 아이디얼이 하나밖에 없으므로) 유일한 극대 아이디얼 {\displaystyle {\mathfrak {m}}}이다.
정수환의 몫환 {\displaystyle \mathbb {Z} /(n)}의 극대 아이디얼들은 {\displaystyle n\in \mathbb {Z} }의 소인수들의 주 아이디얼이다. 따라서, {\displaystyle n}의 소인수 분해가
{\displaystyle n=\prod _{i}p_{i}^{n_{i}}}
라면, {\displaystyle \mathbb {Z} /(n)}의 제이컵슨 근기는 다음과 같은 주 아이디얼이다. 이는 영근기와 같으며, 만약 {\displaystyle n}이 제곱 인수가 없는 정수라면 이는 영 아이디얼과 같다.
{\displaystyle \operatorname {rad} (\mathbb {Z} /(n))={\sqrt {(0)}}=(\prod _{i}p_{i})\subseteq \mathbb {Z} /(n)}

### 아벨 군의 근기와 주각
아벨 군은 정수환 {\displaystyle \mathbb {Z} } 위의 가군과 같으며, 따라서 아벨 군의 근기와 주각을 정의할 수 있다.

#### 순환군
무한 순환군 {\displaystyle \mathbb {Z} }은 극소 부분군을 갖지 않으며, 극대 부분군은 소수 {\displaystyle p}에 대하여 {\displaystyle p\mathbb {Z} }의 꼴이다. 따라서, 근기와 주각 둘 다 자명군이다.
{\displaystyle \operatorname {rad} (_{\mathbb {Z} }\mathbb {Z} )=\operatorname {soc} (_{\mathbb {Z} }\mathbb {Z} )=0}
임의의 자연수 {\displaystyle n}의 소인수 분해
{\displaystyle n=p_{1}^{n_{1}}p_{2}^{n_{2}}\cdots p_{k}^{n_{k}}}
가 주어졌다고 하자. 그렇다면, 자연수의 근기
{\displaystyle \operatorname {rad} (n)=p_{1}p_{2}\cdots p_{k}}
를 정의할 수 있다. {\displaystyle n}차 순환군 {\displaystyle \mathbb {Z} /n}의 극소 부분군은 {\displaystyle n}의 소인수 {\displaystyle p_{i}} 크기의 순환군 {\displaystyle (n/p_{i})\mathbb {Z} /n}이며, 극대 부분군은 {\displaystyle n/p_{i}} 크기의 순환군 {\displaystyle (p_{i})\mathbb {Z} /n}에 대응한다. 따라서, 이 경우
{\displaystyle \operatorname {rad} (_{\mathbb {Z} }(\mathbb {Z} /n))=(\operatorname {rad} n)\mathbb {Z} /n\cong \mathbb {Z} /(n/\operatorname {rad} n))}
{\displaystyle \operatorname {soc} (_{\mathbb {Z} }(\mathbb {Z} /n))=(n/\operatorname {rad} n)\mathbb {Z} /n\cong \mathbb {Z} /(\operatorname {rad} n)}
이다.

#### 나눗셈군
나눗셈군(예를 들어, 유리수체의 덧셈군이나 프뤼퍼 군)은 극대 부분군을 갖지 않으므로, 나눗셈군은 스스로의 근기와 같다. 유리수체의 덧셈군은 극소 부분군 또한 갖지 않으므로, 주각은 자명군이다.
{\displaystyle \operatorname {rad} (_{\mathbb {Z} }\mathbb {Q} )=\mathbb {Q} }
{\displaystyle \operatorname {soc} (_{\mathbb {Z} }\mathbb {Q} )=0}
프뤼퍼 군의 부분군들은
{\displaystyle 0\subsetneq p^{-1}\mathbb {Z} /\mathbb {Z} \subsetneq p^{-2}\mathbb {Z} /\mathbb {Z} \subsetneq \cdots \subset \mathbb {Z} (p^{\infty })}
이므로, 그 유일한 극소 부분군은 {\displaystyle p^{-1}\mathbb {Z} /\mathbb {Z} }이며, 이는 그 주각과 같다.
{\displaystyle \operatorname {rad} (_{\mathbb {Z} }\mathbb {Z} (p^{\infty }))=\mathbb {Z} (p^{\infty })}
{\displaystyle \operatorname {soc} (_{\mathbb {Z} }\mathbb {Z} (p^{\infty }))=p^{-1}\mathbb {Z} /\mathbb {Z} }

## 역사
환의 주각의 개념은 장 디외도네가 1942년에 도입하였다.:168
제이컵슨 근기의 개념은 네이선 제이컵슨이 1945년에 도입하였다.
나카야마 보조정리는 나카야마 다다시가 1951년에 도입하였다.

## 같이 보기
- 영근기
- 소근기
- 반원시환